# اچ‌ام‌اس کرانستن (کی ۵۱۱)

{{Infobox ship characteristics
اچ‌ام‌اس کرانستن (کی ۵۱۱) (به انگلیسی: HMS Cranstoun (K511)) یک کشتی بود که طول آن *۳۰۶ فوت (۹۳ متر) Length overall بود. این کشتی در سال ۱۹۴۳ (میلادی)|۱۹۴۳]] ساخته شد.